# Volkswohnpalast

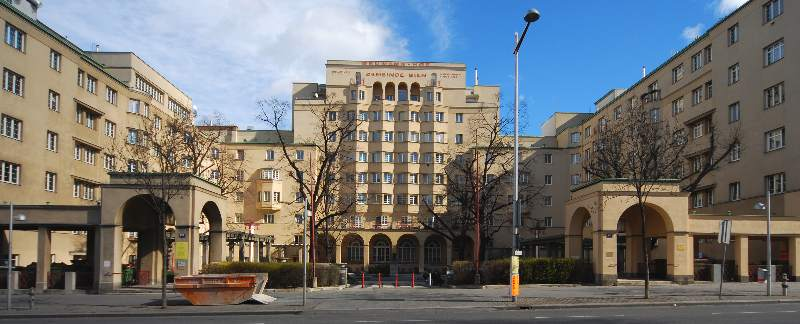
Der Reumannhof. Blick in den „Ehrenhof“

Volkswohnpalast, auch Volkswohnungspalast ist eine ironische Bezeichnung der repräsentativen Großgemeindebauten der Wiener Zwischenkriegszeit. Der Ausdruck geht auf einen polemischen Aufsatz von Josef Frank aus 1926 zurück. Der Sozialdemokrat und Anhänger der Siedlerbewegung Frank wandte sich in seinem viel zitierten Aufsatz am Beispiel von Hubert Gessners Reumannhof gegen das „Bienenwabensystem“ und die Schlosstypologie der kommunalen Monumentalbauten mit ihren „1000 bis 2000 Behausungen“. Die von Gessner und anderen Schülern Otto Wagners vertretene Linie blieb allerdings dominant, man sprach propagandistisch vom Margaretengürtel als einer „Ringstraße des Proletariats“, auch vom „Versailles der Arbeiter“. „Volkswohnpaläste“ wie der Karl-Marx-Hof und Friedrich-Engels-Hof, welche zum Teil nicht nur Elemente barocker Schlossarchitektur aufnahmen, sondern auch Wehrhaftigkeit symbolisierten, wurden auch politisch als Symbolbauten potentiellen militärischen Aufbegehrens kritisiert, vor allem nach dem Februaraufstand 1934. Der Begriff wurde von den prinzipiellen Gegnern des Wiener kommunalen Wohnbaus aufgegriffen und von dessen Anhängern als politischer Schmähbegriff abgelehnt.